# Salivka, Kremenciuk
Salivka (în ucraineană Салівка) este localitatea de reședință a comunei Salivka din raionul Kremenciuk, regiunea Poltava, Ucraina.

## Demografie
Componența lingvistică a localității Salivka
     Ucraineană (91,85%)
     Rusă (7,5%)
     Alte limbi (0,66%)
Conform recensământului din 2001, majoritatea populației localității Salivka era vorbitoare de ucraineană (91,85%), existând în minoritate și vorbitori de rusă (7,5%).